# Tir aux Jeux olympiques d'été de 2004
Navigation
Sydney 2000 Pékin 2008
Aux Jeux olympiques d'été de 2004, les épreuves de tir se sont déroulées au Centre olympique de tir de Markópoulo.

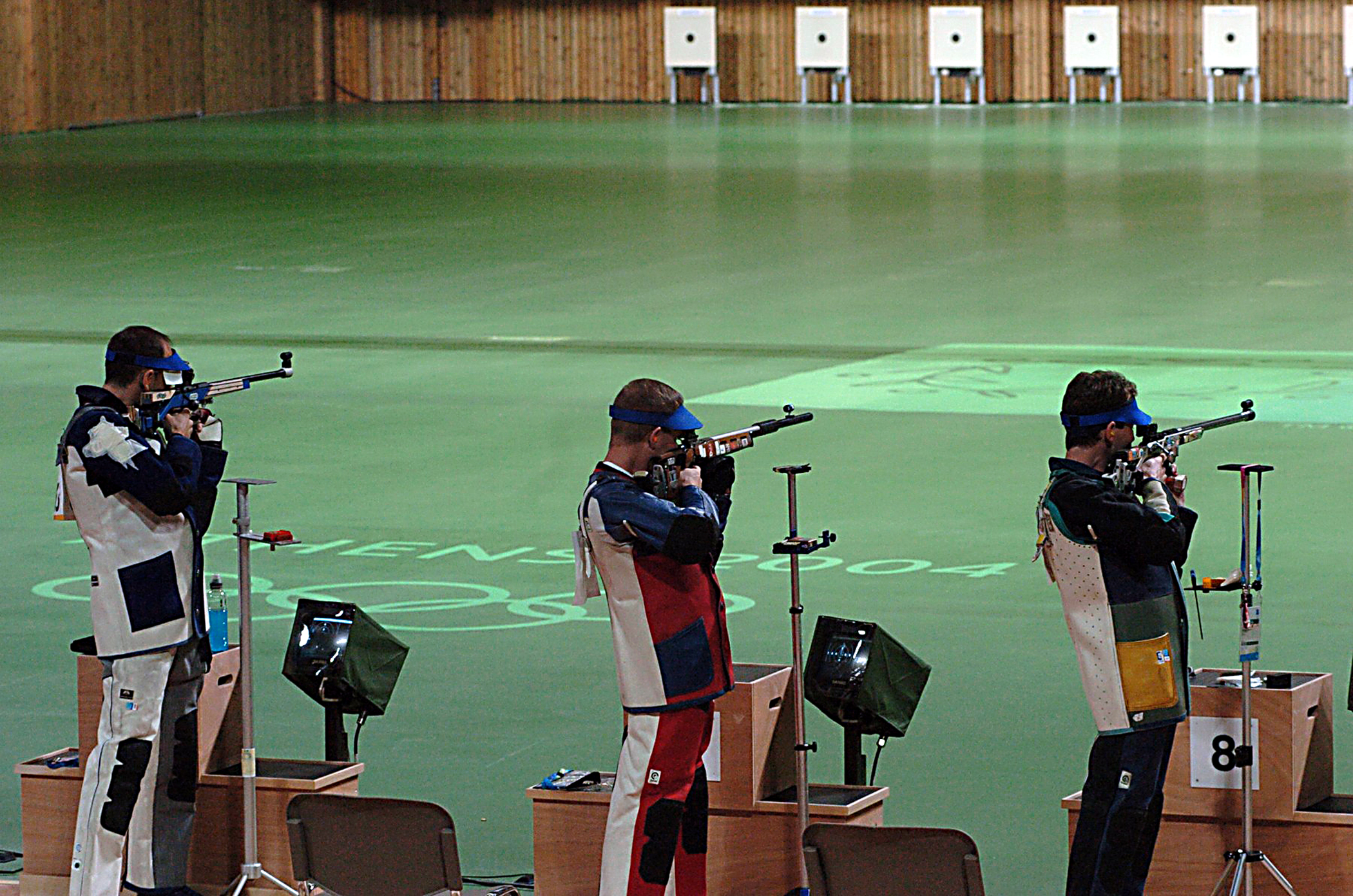
Épreuve du pistolet 50 mètres hommes.

## Tableau des médailles pour le tir
| Rang | Nation               | Or | Argent | Bronze | Total |
| ---- | -------------------- | -- | ------ | ------ | ----- |
| 1    | Chine                | 4  | 2      | 3      | 9     |
| 2    | Russie               | 3  | 4      | 3      | 10    |
| 3    | Allemagne            | 2  | 1      | 0      | 3     |
| -    | États-Unis           | 2  | 1      | 0      | 3     |
| 5    | Italie               | 1  | 2      | 0      | 3     |
| 6    | Australie            | 1  | 0      | 1      | 2     |
| -    | Bulgarie             | 1  | 0      | 1      | 2     |
| 8    | Hongrie              | 1  | 0      | 0      | 1     |
| -    | Émirats arabes unis  | 1  | 0      | 0      | 1     |
| -    | Ukraine              | 1  | 0      | 0      | 1     |
| 11   | Corée du Sud         | 0  | 2      | 1      | 3     |
| 12   | République tchèque   | 0  | 1      | 1      | 2     |
| 13   | Espagne              | 0  | 1      | 0      | 1     |
| -    | Finlande             | 0  | 1      | 0      | 1     |
| -    | Inde                 | 0  | 1      | 0      | 1     |
| -    | Serbie-et-Monténégro | 0  | 1      | 0      | 1     |
| 17   | Azerbaïdjan          | 0  | 0      | 2      | 2     |
| 18   | Autriche             | 0  | 0      | 1      | 1     |
| -    | Biélorussie          | 0  | 0      | 1      | 1     |
| -    | Cuba                 | 0  | 0      | 1      | 1     |
| -    | Corée du Nord        | 0  | 0      | 1      | 1     |
| -    | Slovaquie            | 0  | 0      | 1      | 1     |

## Carabine

### Carabine 10 mètres femmes
Samedi 14 août
| Médaille           | Nom              | Pays               | Points              |
| ------------------ | ---------------- | ------------------ | ------------------- |
| Médaille d'or      | Du Li            | Chine              | 502 (398 + 104)     |
| Médaille d'argent  | Lyubov Galkina   | Russie             | 501,1 (399 + 102,5) |
| Médaille de bronze | Kateřina Kůrková | République tchèque | 501,1 (398 + 103,1) |

- Finale

1. Du Li  Chine  502 (398 + 104)
2. Lyubov Galkina  Russie  501,1 (399 + 102,5)
3. Kateřina Kůrková  République tchèque  501,1 (398 + 103,1)
4. Zhao Yinghui          Chine              500,8  (398 + 102,8)
5. Tatiana Goldobina     Russie              499,5  (397 + 102,5)
6. Sonja Pfeilschifter   Allemagne              498,7  (396 + 102,7)
7. Laurence Brize        France              497,9  (396 + 101,9)
8. Suma Shirur           Inde              497,2  (396 + 101,2)

### Carabine 10 mètres hommes
Lundi 16 août
| Médaille           | Nom         | Pays      | Points              |
| ------------------ | ----------- | --------- | ------------------- |
| Médaille d'or      | Zhu Qinan   | Chine     | 702,7 (599 + 103,7) |
| Médaille d'argent  | Li Jie      | Chine     | 701,3 (598 + 103,3) |
| Médaille de bronze | Jozef Gönci | Slovaquie | 697,4 (596 + 101,4) |

- Finale

1. Zhu Qinan  Chine 702,7 (599 + 103,7)
2. Li Jie  Chine 701,3 (598 + 103,3)
3. Jozef Gonci  Slovaquie 697,4 (596 + 101,4)
4. Min Ho Cheon    Corée du Sud           696,6 (595 + 101,6)
5. Maik Eckhardt   Allemagne           696,3 (595 + 101,3)
6. Sung Tae Je     Corée du Sud           696,3 (594 + 102,3)
7. Abhinav Bindra  Inde           694,6 (597 + 97,6)
8. Jason Parker    États-Unis           694,5 (594 + 100,5)

### Carabine 50 mètres tir couché hommes
Vendredi 20 août
| Médaille           | Nom              | Pays        | Points              |
| ------------------ | ---------------- | ----------- | ------------------- |
| Médaille d'or      | Matthew Emmons   | États-Unis  | 703,3 (599 + 103,3) |
| Médaille d'argent  | Christian Lusch  | Allemagne   | 702,2 (598 + 104,2) |
| Médaille de bronze | Siarhei Martynau | Biélorussie | 701,6 (596 + 105,6) |

- Finale

1. Matthew Emmons  États-Unis 703,3 (599 + 103,3)
2. Christian Lusch  Allemagne 702,2 (598 + 104,2)
3. Siarhei Martynau  Biélorussie 701,6 (596 + 105,6)
4. Jozef Gonci        Slovaquie 700,5 (598 + 102,5)
5. Marco De Nicolo    Italie 699,7 (595 + 104,7)
6. Maik Eckhardt      Allemagne 697,6 (596 + 101,6)
7. Michael Babb       Royaume-Uni 696,8 (595 + 101,8)
8. Zhanbo Jia         Chine 696,6 (595 + 101,6)

### Carabine 3x20 50 mètres femmes
Vendredi 20 août
| Médaille           | Nom                | Pays   | Points              |
| ------------------ | ------------------ | ------ | ------------------- |
| Médaille d'or      | Lyubov Galkina     | Russie | 688,4 (587 + 101,4) |
| Médaille d'argent  | Valentina Turisini | Italie | 685,9 (585 + 100,9) |
| Médaille de bronze | Wang Chengyi       | Chine  | 685,4 (584 + 101,4) |

- Finale

1. Lyubov Galkina  Russie 688,4 (587 + 101,4)
2. Valentina Turisini  Italie 685,9 (585 + 100,9)
3. Wang Chengyi  Chine 685,4 (584 + 101,4)
4. Olga Dovgun          Kazakhstan 684,9 (588 + 96,9)
5. Hye Jin Lee          Corée du Sud 681 (584 + 97)
6. Sonja Pfeilschifter  Allemagne 679,6 (582 + 97,6)
7. Barbara Lechner      Allemagne 677,6 (580 + 97,6)
8. Natallia Kalnysh     Ukraine 677,2 (579 + 98,2)

### Carabine 3x40 50 mètres hommes
Dimanche 22 août
| Médaille           | Nom              | Pays       | Points               |
| ------------------ | ---------------- | ---------- | -------------------- |
| Médaille d'or      | Jia Zhanbo       | Chine      | 1264,5 (1171 + 93,5) |
| Médaille d'argent  | Michael Anti     | États-Unis | 1263,1 (1165 + 98,1) |
| Médaille de bronze | Christian Planer | Autriche   | 1262,8 (1167 + 95,8) |

- Finale

1. Jia Zhanbo  Chine 1264,5 (1171 + 93,5)
2. Michael Anti  États-Unis 1263,1 (1165 + 98,1)
3. Christian Planer  Autriche 1262,8 (1167 + 95,8)
4. Rajmond Debevec    Slovénie 1262,6 (1166 + 96,6)
5. Artem Khadjibekov  Russie 1261,6 (1164 + 97,6)
6. Thomas Farnik      Autriche 1261,4 (1165 + 96,4)
7. Artur Aivazian     Ukraine 1261 (1166 + 95)
8. Matthew Emmons     États-Unis 1257,4 (1169 + 88,4)

## Pistolet

### Pistolet 10 mètres femmes
Dimanche 15 août
| Médaille           | Nom             | Pays                 |
| ------------------ | --------------- | -------------------- |
| Médaille d'or      | Olena Kostevych | Ukraine              |
| Médaille d'argent  | Jasna Sekaric   | Serbie-et-Monténégro |
| Médaille de bronze | Maria Grozdeva  | Bulgarie             |

- Qualifications
- Finale

1. Olena Kostevych (UKR) 483,3
2. Jasna Sekaric (SCG) 483,3
3. Maria Grozdeva (BUL) 482,3
4. Jie Ren (CHN) 482,3
5. Natalia Paderina (RUS) 481,9
6. Munkhbayar Dorjsuren (GER) 481,9
7. Cornelia Froelich (SUI) 481,5
8. Irada Ashumova (AZE) 481,4

### Pistolet 10 mètres hommes
Samedi 14 août
| Médaille           | Nom              | Pays   |
| ------------------ | ---------------- | ------ |
| Médaille d'or      | Wang Yifu        | Chine  |
| Médaille d'argent  | Mikhail Nestruev | Russie |
| Médaille de bronze | Vladimir Isakov  | Russie |

- Qualifications
- Finale

1. Wang Yifu (CHN) 690,0
2. Mikhail Nestruev (RUS) 689,8
3. Vladimir Isakov (RUS) 684,3
4. Tanyu Kiriakov (BUL) 683,4
5. Jong Oh Jin (KOR) 682,9
6. Hyon Ung Kim (PRK) 682,0
7. Norayr Bakhtamyan (ARM) 681,9
8. Jong Su Kim (PRK) 681,2

### Pistolet 25 mètres femmes
Mercredi 18 août
| Médaille           | Nom            | Pays               |
| ------------------ | -------------- | ------------------ |
| Médaille d'or      | Maria Grozdeva | Bulgarie           |
| Médaille d'argent  | Lenka Hykova   | République tchèque |
| Médaille de bronze | Irada Ashumova | Azerbaïdjan        |

- Qualifications
- Finale

1. Maria Grozdeva (BUL) 688,2
2. Lenka Hykova (CZE) 687,8
3. Irada Ashumova (AZE) 687,3
4. Ying Chen (CHN) 686,2
5. Munkhbayar Dorjsuren (GER) 684,6
6. Gundegmaa Otryad (MGL) 683,4
7. Joo Hyung Seo (KOR) 680,8
8. Nino Salukvadze (GEO) 678,3

### Pistolet 25 mètres tir rapide hommes
Samedi 21 août
| Médaille           | Nom               | Pays      |
| ------------------ | ----------------- | --------- |
| Médaille d'or      | Ralf Schumann     | Allemagne |
| Médaille d'argent  | Sergei Poliakov   | Russie    |
| Médaille de bronze | Sergei Alifirenko | Russie    |

- Qualifications
- Finale

1. Ralf Schumann (GER) 694,9
2. Sergei Poliakov (RUS) 692,7
3. Sergei Alifirenko (RUS) 692,3
4. Oleg Tkachov (UKR) 688,7
5. Iulian Raicea (ROM) 687,6
6. Yongqiang Chen	(CHN) 683,8

### Pistolet 50 mètres hommes
Mardi 17 août
| Médaille           | Nom              | Pays          |
| ------------------ | ---------------- | ------------- |
| Médaille d'or      | Mikhail Nestruev | Russie        |
| Médaille d'argent  | Jin Jong-oh      | Corée du Sud  |
| Médaille de bronze | Kim Jong-su      | Corée du Nord |

- Qualifications
- Finale

1. Mikhail Nestruev (RUS) 663,5
2. Jong Oh Jin (KOR) 661,5
3. Jong Su Kim (PRK) 657,7
4. Norayr Bakhtamyan (ARM) 654,8
5. Boris Kokorev (RUS) 654,6
6. Vladimir Issachenko (KAZ) 654,5
7. Tanyu Kiriakov (BUL) 654,3
8. Isidro Lorenzo (ESP) 652,0
9. Martin Tenk (CZE) 559,0
10. Victor Makarov (UKR) 558

## Cible mobile

### Cible mobile 10 mètres hommes
| Médaille           | Nom              | Pays      |
| ------------------ | ---------------- | --------- |
| Médaille d'or      | Manfred Kurzer   | Allemagne |
| Médaille d'argent  | Aleksandr Blinov | Russie    |
| Médaille de bronze | Dimitri Lykin    | Russie    |

- Qualifications

Mercredi 18 août
- Finale

Jeudi 19 août
1. Manfred Kurzer (GER) 682,4 (RM)
2. Aleksandr Blinov (RUS) 678,0
3. Dimitri Lykin (RUS) 677,1
4. Emil Andersson (SWE) 676,8
5. Michael Jak (GER) 676,7
6. Jie Li (ROC) 675,8

## Tir aux plateaux d'argile

### Trap femmes
Lundi 16 août
| Médaille           | Nom             | Pays         |
| ------------------ | --------------- | ------------ |
| Médaille d'or      | Suzanne Balogh  | Australie    |
| Médaille d'argent  | Maria Quintanal | Espagne      |
| Médaille de bronze | Lee Bo-na       | Corée du Sud |

- Qualifications
- Finale

1. Suzanne Balogh (AUS) 88
2. Maria Quintanal (ESP) 84
3. Bo Na Lee (KOR) 83
4. Whitly Loper (USA) 82
5. Susanne Kiermayer (GER) 79
6. Susan Nattrass  (CAN) 76

### Trap hommes
| Médaille           | Nom               | Pays      |
| ------------------ | ----------------- | --------- |
| Médaille d'or      | Aleksey Alipov    | Russie    |
| Médaille d'argent  | Giovanni Pellielo | Italie    |
| Médaille de bronze | Adam Vella        | Australie |

- Qualifications (Samedi 14 août)
- Finale (Dimanche 15 août)

1. Aleksey Alipov (RUS) 149
2. Giovanni Pellielo (ITA) 146
3. Adam Vella (AUS) 145
4. Ahmed al-Maktoum (UAE) 144
5. Lance Bade (USA) 143
6. Khaled Almudhaf (KUW) 141
7. Olaf Kirchstein (GER) 119
8. Michael Diamond (AUS) 119

### Double-trap femmes
Mercredi 18 août
| Médaille           | Nom            | Pays         |
| ------------------ | -------------- | ------------ |
| Médaille d'or      | Kimberly Rhode | États-Unis   |
| Médaille d'argent  | Lee Bo-na      | Corée du Sud |
| Médaille de bronze | Gao E          | Chine        |

- Qualifications
- Finale

1. Kimberly Rhode (USA) 146
2. Lee Bo-na (KOR) 145
3. Gao E (CHN) 142
4. Qingnian Li (CHN) 142
5. Megumi Inoue (JPN) 140
6. Nadine Stanton (NZL) 137
7. Susan Trindall (AUS) 106
8. Yi Chun Lin (THA) 106
9. Elena Dudnik (RUS) 105

### Double-trap hommes
Mardi 17 août
| Médaille           | Nom                        | Pays                |
| ------------------ | -------------------------- | ------------------- |
| Médaille d'or      | Ahmed al-Maktoum           | Émirats arabes unis |
| Médaille d'argent  | Rajyavardhan Singh Rathore | Inde                |
| Médaille de bronze | Zheng Wang                 | Chine               |

- Qualifications
- Finale

1. Ahmed Almaktoum (UAE) 189
2. Rajyavardhan Singh Rathore (IND) 179
3. Zheng Wang (CHN) 178
4. Binyuan Hu (CHN) 177
5. Hakan Dahlby (SWE) 177
6. Waldemar Schanz (GER) 175

### Skeet femmes
Jeudi 19 août
| Médaille           | Nom                     | Pays        |
| ------------------ | ----------------------- | ----------- |
| Médaille d'or      | Diána Igaly             | Hongrie     |
| Médaille d'argent  | Wei Ning                | Chine       |
| Médaille de bronze | Zemfira Meftakhetdinova | Azerbaïdjan |

- Qualifications
- Finale

1. Diana Igaly (HUN) 97
2. Wei Ning (CHN) 93
3. Zemfira Meftakhetdinova (AZE) 93
4. Lauryn Mark (AUS) 92
5. Kimberly Rhode (USA) 91
6. Connie Smotek (USA) 90

### Skeet hommes
| Médaille           | Nom                   | Pays     |
| ------------------ | --------------------- | -------- |
| Médaille d'or      | Andrea Benelli        | Italie   |
| Médaille d'argent  | Marko Kemppainen      | Finlande |
| Médaille de bronze | Juan Miguel Rodriguez | Cuba     |

- Qualifications

Samedi 21 août
- Finale

Vendredi 20 août
1. Andrea Benelli (ITA) 149+5
2. Marko Kamppainen (FIN) 149+4
3. Juan Miguel Rodriguez (CUB) 147
4. Nasser Al-Attiya (QAT) 147
5. Shawn Dulohery (USA) 147
6. Harald Jensen (NOR) 145